# Bubba Sparxxx

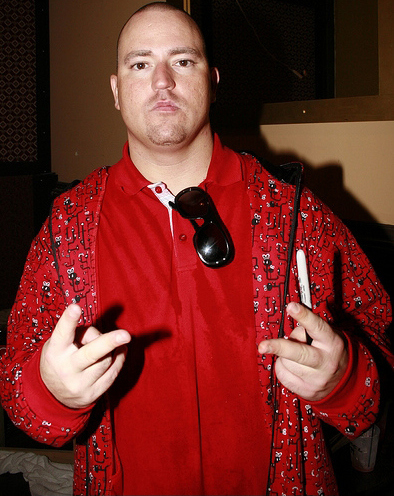
Bubba Sparxxx

Bubba Sparxxx, artiestennaam van Warren Anderson Mathis (LaGrange (Georgia), 6 maart 1977), is een Amerikaanse rapper. Hij boekte zijn grootste successen met de singles "Ugly", "Ms. New Booty" (samen met de Ying Yang Twins), "Deliverance" en "Back in the Mud". Sparxxx staat bekend als een van de weinige bekende blanke rappers uit de zuidkust van de Verenigde Staten, en vanwege zijn mix van rapmuziek met countrymuziek, ook wel country-rap genoemd.

## Biografie
Sparxxx groeide eenzaam op: zijn ouderlijk huis stond vrij afgezonderd van de buitenwereld in het platteland van Georgia. Door de buurman, die een halve mijl verderop woonde en van rapmuziek hield, ging Sparxxx hiphop en rap luisteren en later ook zelf maken.
Sparxxx bracht zijn eerste album Dark Days, Bright Nights uit in 2001 in Georgia. Het album viel bij verschillende producers op, en uiteindelijk leidde dit tot een samenwerking met Timbaland. Deze zorgde ervoor dat het album in heel Amerika uit kwam. Het album werd een succes in 2002. Het nummer "We ready" werd populair doordat het veel gedraaid werd bij voetbal- en basketbalwedstrijden.
In 2003 kwam Sparxxx' tweede album uit, Deliverance. Hierop experimenteert Sparxxx meer met countrymuziek. De plaat is gebaseerd op de misdaad-countryfilm O Brother, Where Art Thou? uit 2002. Vooral in de videoclip van de single "Deliverance" zijn goed de invloeden te zien van de film van de gebroeders Coen.
Het derde album, The Charm, kwam uit in 2006, en was een stuk minder onconventioneel dan het voorgaande album. Op The Charm stonden onder meer de hitsingles "Ms. New Booty" en "Heat It Up", maar het album evenaarde niet het succes van de eerdere albums.

## Discografie

### Albums
- Dark Days, Bright Nights (2001)
- Deliverance (2003)
- The Charm (2006)
- The Lost Tracks (2011)
- Pain Management (2013)
- Made On McCosh Mill Road (2014)
- Rapper From The Country (2018)

### Singles
Van Dark Days, Bright Nights:
- "Ugly" (2001)
- "Lovely" (2002)

Van Deliverance:
- "Deliverance" (2003)
- "Back in the Mud" (2003)

Van The Charm:
- "The Other Side" (met Petey Pablo en Sleepy Brown) (2006)
- "Ms. New Booty" (met Ying Yang Twins) (2005)
- "Hey (A Lil Gratitude)" (2006)